# Haplopharyngomyia mutilus
Haplopharyngomyia mutilus är en tvåvingeart som beskrevs av Patrick Grootaert och Henk J.G. Meuffels 1998. Haplopharyngomyia mutilus ingår i släktet Haplopharyngomyia och familjen styltflugor.
Artens utbredningsområde är Thailand. Inga underarter finns listade i Catalogue of Life.